# USA PATRIOT Act
Pour les articles homonymes, voir Patriot.
Lire en ligne

(en) Texte de la loi de 2001

Le USA PATRIOT Act (Uniting and Strengthening America by Providing Appropriate Tools Required to Intercept and Obstruct Terrorism Act, traduisible en français par : « Loi pour unir et renforcer l'Amérique en fournissant les outils appropriés pour déceler et contrer le terrorisme ») est une loi antiterroriste qui est votée par le Congrès des États-Unis et signée par George W. Bush le 26 octobre 2001.
L'un des axes centraux de ce long texte (132 pages) est d'effacer la distinction juridique entre les enquêtes effectuées par les services de renseignement extérieur et les agences fédérales responsables des enquêtes criminelles (FBI) dès lors qu'elles impliquent des terroristes étrangers. Elle crée aussi les statuts de combattant ennemi et combattant illégal, qui permettent au gouvernement des États-Unis de détenir sans limite et sans inculpation toute personne soupçonnée de projet terroriste.
Dans la pratique, cette Loi du Congrès autorise les services de sécurité à accéder aux données informatiques détenues par les particuliers et les entreprises, sans autorisation préalable et sans en informer les utilisateurs.

## Structure générale de la loi

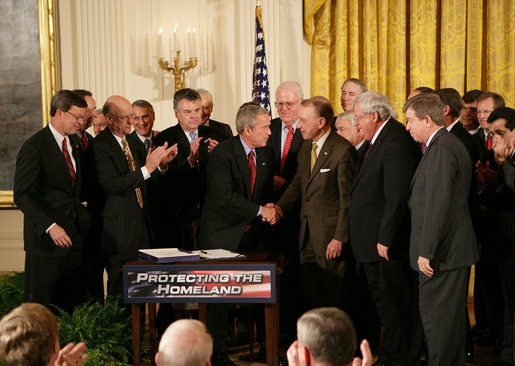
Le président George W. Bush serre la main du sénateur Arlen Specter après la reconduction du USA PATRIOT Act pour une durée illimitée, le 9 mars 2006..

Cette loi, conséquence directe des attentats du 11 septembre 2001, renforce énormément les pouvoirs des différentes agences gouvernementales des États-Unis (FBI, CIA, NSA) et de l'armée américaine. Elle fut considérée comme une loi d'exception, dont certaines dispositions (seize au total) n'étaient valables que pour quatre années. Sont modifiées, entre autres, les lois sur l'immigration, les lois d'opérations bancaires, la loi de surveillance d'intelligence étrangère (FISA). Il est créé une nouvelle catégorie de crime du « terrorisme intérieur » (section 802). Cette accusation s'applique par exemple à la consultation privée de documents qui réfutent la vérité.
Les « axes » du Patriot Act sont les suivants :
- Titre I : Augmenter la sécurité intérieure contre le terrorisme
- Titre II : Procédures augmentées de surveillance
- Titre III : Réduction du blanchiment d'argent international et Lois de financement anti-terroriste de 2001
- Titre IV : Protection des frontières
- Titre V : Enlèvement des obstacles sur l'investigation dans le terrorisme
- Titre VI : Aide aux victimes du terrorisme, des officiers de sécurité publique et des familles
- Titre VII : Partage accru des informations pour la protection d'infrastructures critiques
- Titre VIII : Renforcement de la législation pénale contre le terrorisme
- Titre IX : Amélioration du renseignement

Les cours fédérales ont déclaré anticonstitutionnelles plusieurs de ses dispositions. Le 15 juin 2005, le Congrès a voté un amendement pour empêcher le FBI et le département de la Justice d'utiliser le Patriot Act afin d'avoir accès aux fichiers de lecteurs des bibliothèques et des librairies [réf. nécessaire].
Le Patriot Act fut renouvelé par deux votes du Congrès en 2006 et 2011 :
- Le Sénat approuve la prolongation de la loi le 2 mars 2006 avec 89 voix pour et 10 contre (plus 1 non-votant), et est ensuite suivi par la Chambre des représentants le 7 mars 2006, avec 280 voix pour et 138 contre (plus 14 non-votants)[2]. Le renouvellement est ensuite promulgué par le président George W. Bush le 9 mars 2006.
- Le 26 mai 2011, quelques heures avant l'échéance du Patriot Act, prévue le 27 mai 2011 à minuit, la loi est finalement prolongée par le Congrès jusqu'en juin 2015 après les votes favorables et in extremis du Sénat (72 voix contre 23) puis de la Chambre des représentants (250 voix contre 153). Le renouvellement est ensuite promulgué par le président Barack Obama. Ce dernier étant en voyage en Europe, la Maison-Blanche a eu recours à l'utilisation d'une machine à signer[3].

Le 9 mars 2007, le département de la Justice a divulgué une vérification interne des comptes qui a constaté que le FBI avait utilisé illégalement le Patriot Act afin d'obtenir secrètement des informations personnelles sur des citoyens américains.

### Sneak and peek warrants
Il instaurait aussi les Sneak and peek warrant (en) (section 213), c'est-à-dire des perquisitions menées en l'absence de la personne perquisitionnée, qui peuvent être utilisées dans le cadre de toute enquête judiciaire (y compris pour des simples délits, ou misdemeanor). Ces mandats ont dû être amendés à la suite de la décision d'un juge les déclarant anticonstitutionnels, en raison de la violation du 4e amendement de la Constitution, dans l'affaire Brandon Mayfield (en), un avocat de Portland victime d'une telle perquisition et accusé de terrorisme parce que le FBI affirmait avoir identifié ses empreintes digitales sur des explosifs trouvés à Madrid après les attentats du 11 mars 2004 — Mayfield a été par la suite innocenté, le FBI ayant fait erreur sur la personne.
763 mandats de ce genre avaient été accordés en 2008, dont seulement trois concernaient des affaires de terrorisme : les deux tiers (65 %) concernaient des affaires de stupéfiants.

## Titre V et les «lettres de sécurité nationale»
Le titre V, intitulé « Enlèvement des obstacles sur l'investigation dans le terrorisme », réforme en particulier le Foreign Intelligence Surveillance Act de 1978, en permettant la coordination des opérations entre les agences de renseignement chargées de la sécurité extérieure et les agences chargées de la sécurité intérieure (section 504 sq.). Il permet (sec. 505 et 358 qui ajoute une section à ce sujet dans le Fair Credit Reporting Act (en)) au FBI une autorisation beaucoup plus large des « lettres de sécurité nationale » (NSL), qui sont des sortes de mandats, sauf qu'ils sont délivrés directement par le FBI et sans supervision judiciaire, obligeant les groupes privés (notamment les fournisseurs d'accès à Internet ou FAI) à donner accès au FBI à leurs bases de données personnelles. Auparavant restreints à des personnes soupçonnées de terrorisme ou d'espionnage, l'usage des NSL a pu être étendu pour surveiller des « Américains ordinaires ». De plus, la sec. 505 de cette loi interdit aux groupes privés d'informer les personnes ciblées de la transmission de données personnelles (gag order).
Le FBI a ainsi utilisé de façon exponentielle ces NSL, en en délivrant 200 000 entre 2003 et 2006. Fin 2003, Bush et John Ashcroft, le ministre de la Justice, ont autorisé les agences à conserver les données acquises via les NSL, alors qu'elles étaient auparavant détruites si elles concernaient des personnes innocentées par la suite. Il a même ordonné que ces données soient enregistrées sur des systèmes de traitement de données, à des fins d'exploration de données (data mining) tandis que l'executive Order 13388 (en) (Further Strengthening the Sharing of Terrorism Information To Protect Americans) étendit l'accès à ces bases de données aux gouvernements locaux, étatiques et tribaux, ainsi qu'aux « entités appropriées du secteur privé », entités non définies. En janvier 2004, le FBI a mis sur pied l'Investigative Data Warehouse (en), fondée sur le même logiciel d'Oracle utilisé par la CIA, afin d'exploiter ces données. Les instructions ministérielles d'Ashcroft permettaient aussi, pour la première fois, au FBI d'intégrer les données provenant de deux filiales de Reed Elsevier, LexisNexis et ChoicePoint (en), qui combine des données personnelles provenant du secteur privé et public, à ses systèmes de traitement (les précédents ministres de la Justice considéraient que cela violerait le Privacy Act de 1974 (en)).
L'ACLU a déposé des recours à trois reprises contre cet usage des NSL :
1. d'abord Doe c. Holder (en) en 2004[8] ;
2. ensuite Library Connection c. Gonzales (en) ;
3. enfin Internet Archive c. Mukasey.

Doe c. Holder a conduit la loi à être amendée à la suite de la décision du juge Victor Marrero (en) en septembre 2007, selon laquelle cette mesure violait le Premier amendement à la Constitution ainsi que le principe de séparation des pouvoirs. Jugée en appel après cette réforme, les dispositions modifiées ont de nouveau été jugées anticonstitutionnelles en décembre 2008.
En septembre 2006, un tribunal a jugé dans Library Connection c. Gonzales que le fait d'accompagner la NSL avec un ordre de bâillonnement (gag order) était, dans le cas d'une bibliothèque, anticonstitutionnel. Le FBI avait alors demandé à un employé d'une bibliothèque du Connecticut de lui fournir toutes les informations (lectures, courriels, etc.) auxquelles il pouvait accéder.
Internet Archive c. Mukasey, pour lesquels l'ACLU ainsi que l'Electronic Frontier Foundation s'étaient portés parties civiles, déboucha sur un accord à l'amiable, le FBI retirant sa demande NSL en avril 2008. Plusieurs requêtes de l'ACLU fondées sur le FOIA ont aussi abouti à montrer que le département de la Défense avait fait un usage abusif des NSL, s'alliant notamment avec le FBI pour circonvenir la loi.

## Prolongations et révisions du Patriot Act
Le 21 juillet 2005, la Chambre des représentants a approuvé à une large majorité la prolongation de l'application des mesures du Patriot Act par 257 voix contre 171. Parmi les seize dispositions du Patriot Act venant à expiration au 31 décembre 2005, quatorze étaient ainsi rendues permanentes.
Les deux autres dispositions, concernant les écoutes téléphoniques et l'accès aux fichiers personnels, comme les emprunts dans les bibliothèques, étaient prolongées pour dix ans, alors qu'une série d'amendements était adoptée pour apporter des « garanties » dans l'application de la loi. À la suite d'une longue procédure parlementaire (voir infra), le texte révisé a été adopté en 2006.
Il contient certaines mesures visant à restreindre l'utilisation de l’article 215, qui accorde au FBI et aux autres agences de renseignement et de maintien de l'ordre un pouvoir de perquisition sans précédent dans les entreprises, les cabinets médicaux, les établissements d’enseignement, les bibliothèques et les librairies, au simple motif que les documents faisant l’objet de la perquisition peuvent être en lien avec une enquête en cours sur des activités terroristes ou d’espionnage – un critère juridique des plus souples qui ne réclame ni la présentation de preuves ni même une suspicion raisonnable d’activité terroriste. Il est également question des lettres NSL (obtentions d'informations) et de l'exploitation de données personnelles, ainsi que des écoutes téléphoniques. Cependant, selon le Washington Post, les mesures concernant les NSL ne visent pas à protéger la vie privée mais à favoriser les intérêts commerciaux des firmes visées par ces requêtes.
Le Patriot Act est une nouvelle fois prolongé par un vote du Congrès, cette fois sans modifications, le 26 mai 2011, jusqu'en juin 2015.

### Arrêt du 17 août 2006
Le 17 août 2006, la juge fédérale américaine Anna Diggs Taylor a déclaré inconstitutionnelles ces écoutes téléphoniques et a ordonné l’arrêt immédiat du programme secret de surveillance intérieure mené par l'Agence nationale de sécurité, ce à quoi il n'a pas été donné suite.

### Nomination des procureurs intérimaires
L'une des mesures de la loi de 2005 prorogeant le Patriot Act prévoyait que les procureurs fédéraux nommés par intérim par le Département de la Justice pouvaient demeurer en place plus de 120 jours, période au terme de laquelle ils étaient auparavant nécessairement remplacés par des procureurs nommés par le président. Cette nouvelle mesure renforçait effectivement le pouvoir de l'exécutif, les procureurs nommés par le président devant être confirmés par le Sénat, à la différence des procureurs intérimaires nommés par le Département de la Justice. En décembre 2006, le procureur général des États-Unis Alberto Gonzales profita de ce nouveau pouvoir pour forcer à la démission sept procureurs, suscitant un scandale important (en) concernant le manque de respect pour l'indépendance de la justice. Le scandale aboutit finalement à la démission de neuf membres importants de l'administration, dont Gonzales lui-même, en septembre 2007, et au vote de la loi Preserving United States Attorney Independence Act en juin 2007 qui annula ces dispositions dérogatoires.

## Histoire législative
Présenté à la Chambre des représentants comme H.R. 3162 par Jim Sensenbrenner et James F. Sensenbrenner, l'acte a été expédié par le Congrès remarquablement vite et avec peu de dissidence. La résolution 3162 de la Chambre a été présentée le 23 octobre 2001. Le général mandataire auxiliaire des États-Unis D. Dinh et le futur secrétaire du département de la Sécurité intérieure Michael Chertoff étaient les premiers rédacteurs de l'acte.
Le texte est passé devant la Chambre des représentants le lendemain même (24 octobre 2001), et fut voté au Sénat. Le sénateur Russ Feingold fut le seul à voter contre, et la sénatrice Mary Landrieu à s’abstenir. Le 25 octobre 2001, George W. Bush signa le texte, entré en vigueur le 26 octobre 2001.

### Procédure parlementaire de révision de la loi
Le Sénat s'est également prononcé favorablement sur la prolongation du Patriot Act le 29 juillet 2005. Le vote est intervenu par une procédure de « consentement unanime », sur base d'un texte préparé par la commission des affaires judiciaires.
Il n'y a pas eu de débat ni de dépôt d'amendement, les démocrates (parti minoritaire à l'époque) ayant approuvé le document préparatoire en commission estimant notamment que ce texte donnait un rôle accru à la justice pour contrôler l'action des services de police. De plus, alors que la Chambre avait voté pour une prolongation de deux dispositions durant dix ans, le Sénat lui se prononce pour une prolongation de quatre ans.
Les deux versions du texte, celle de la Chambre et celle du Sénat, devaient être harmonisées avant que seize des dispositions de cette loi ne viennent à expiration le 31 décembre 2005.
La plus grande organisation de défense des droits civiques du pays, l'American Civil Liberties Union (ACLU), a salué les garanties apportées par le Sénat, tout en regrettant qu'elles n'aillent pas encore assez loin.
Après un vote définitif d'acceptation de la Chambre, le Sénat américain a bloqué la reconduction du "Patriot Act" le 15 décembre 2005, grâce à une technique de blocage du vote dite : filibuster ou : « obstruction parlementaire ». Le texte d'harmonisation réalisé au départ des dispositions votées par la Chambre et le Sénat en juillet 2005 prévoyait in fine que quatorze des seize dispositions venant à échéance devenaient permanentes tandis que les deux autres devaient être prorogées jusqu'en 2009.
Le blocage du Sénat a été levé le 21 décembre à la suite d'un accord prorogeant les dispositions du "Patriot Act" actuel pour six mois à compter du 31 décembre 2005, afin de continuer les négociations.
Mais lorsque le texte est revenu une dernière fois à la Chambre, le 22 décembre, pour valider cet accord concernant la prorogation de six mois, une nouvelle proposition est apparue : prolonger le "Patriot Act" actuel de seulement cinq semaines, jusqu'au 3 février 2006. La Chambre haute du Congrès où siègent sénateurs et députés a avalisé cette dernière proposition et le président Bush l'a entérinée.
Cependant, la situation restant bloquée, le 1er février 2006 la Chambre vote une nouvelle prolongation de cinq semaines, jusqu'au 10 mars 2006. Le Sénat a ensuite approuvé cette proposition puis le président Bush a signé le texte de prolongation du "Patriot Act" dans sa version actuelle jusqu'au 10 mars 2006.
La Chambre des représentants américaine a définitivement adopté, le 7 mars 2006, par une majorité de 280 voix contre 138, la version définitive d’un texte reconduisant les mesures antiterroristes de la loi Patriot Act, marquant l’épilogue d’un difficile débat sur les moyens de la guerre contre le terrorisme. Ce vote permet au président George W. Bush de pérenniser la plupart des moyens accordés aux forces de l’ordre pour leurs enquêtes anti-terroristes depuis la loi adoptée cinq semaines après les attentats du 11 septembre 2001.

## Accords financiers
La loi financière d'anti-terrorisme (USA Act and the Financial Anti-Terrorism Act (en)) a été transmise le 17 octobre 2001 par les deux Chambres et s'est également jointe dans cette loi. Elle augmente les moyens des gouvernements fédéraux pour étudier et poursuivre les sources de financement du terrorisme.

## Critiques
Cette loi est l'objet de vives critiques, notamment des organisations de défense des droits de l'Homme (ACLU, Projet de droit humanitaire, etc.) et des juristes, qui la considèrent liberticide. Selon eux, les libertés individuelles ont été largement diminuées au profit de la répression policière.
Les points critiqués sont notamment :
1. la diminution des droits de la défense (droit à un procès équitable ou due process) ;
2. la violation de la vie privée ;
3. la diminution du droit à la liberté d'expression.

Plus de 360 villes et comtés ont déclaré refuser d'appliquer le Patriot Act.
Toute entreprise américaine doit fournir les « données sensibles » demandées par l’administration fédérale, même si celles-ci sont stockées en Europe.